# 东洛锡安

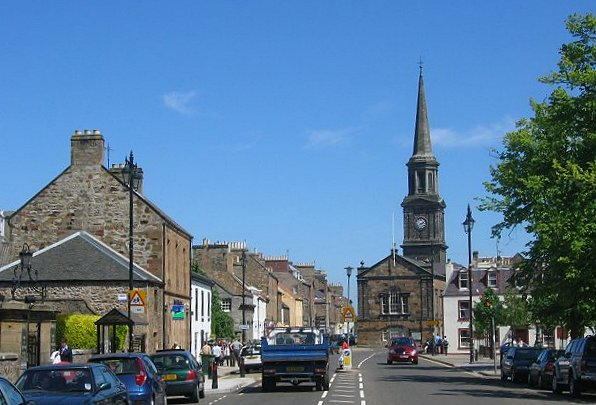
哈丁敦

东洛锡安郡（英語：East Lothian），是英国苏格兰的32个一级行政区之一。地处首府爱丁堡东郊，是苏格兰古代历史上较出名的地区。13世纪的苏格兰国王亚历山大二世出生在此。而多次英格兰军队对于苏格兰的入侵都由此地行进，引发过多次攻城战。面积679km²，人口101,360（2013年）。
地区的行政中心在小镇哈丁敦（Haddington），但是最大镇则是馬瑟爾堡（Musselburgh）。馬瑟爾堡被认为是苏格兰历史最悠久的镇落，大约于公元80年时由罗马军团建立。它距离王国首都爱丁堡市中心只有十公里，一直是都市的东大门。

## 交通
A1公路貫穿东洛锡安，南行連接英格蘭與蘇格蘭邊界，北行連接爱丁堡。它是一條雙車道，途經鄧巴、哈丁敦、特蘭特、普雷斯頓潘斯和馬瑟爾堡。另外亦有8個火車站服務东洛锡安，包括東海岸主線的東林頓火車站、鄧巴火車站和馬瑟爾堡火車站，以及北貝里克支線的北貝里克火車站、德雷姆火車站、朗尼德里火車站、普雷斯頓潘斯火車站和沃利福德火車站。

## 種族
據2011年英國人口普查，东洛锡安的種族分佈如下：
| 種族           | 人數   | %     |
| -------------- | ------ | ----- |
| 白種人（英國） | 94,951 | 95.2% |
| 白種人（其他） | 3,420  | 3.4%  |
| 亞洲裔         | 955    | 1%    |
| 非洲裔         | 179    | 0.2%  |
| 加勒比海裔     | 107    | 0.1%  |
| 其他           | 102    | 0.1%  |